# 風に鳴る笛
「風に鳴る笛」（かぜになるふえ）は、高嶋みどりの合唱組曲である。作詩は谷川俊太郎。混声四部合唱版が1989年、男声合唱版が1994年に発表されている。

## 概説
大東文化大学混声合唱団の委嘱により1988年（昭和63年）から翌年にかけて作曲され、1989年1月14日、同団の第27回定期演奏会において初演された。指揮＝関屋晋、ピアノ＝山下晶。
谷川の詩集『二十億光年の孤独』からテキストを選んだ。1980年代の高嶋は『青いメッセージ』『感傷的な二つの奏鳴曲』『メッセージII』等、強いメッセージ性を持った作品を妥協のない作風で書き上げ、「高嶋みどりが一番社会派なんじゃないかと思います」。と評されるほど強い信念を持った作曲家と見られていた。高嶋自身も「この頃はやさしい曲を書くのが恥ずかしかったんです」「こういうものを書いてこういうふうにアピールするべきだ、という思いがテキストの選び方として、ある時期まであったんですよ」と後に述懐している。これに対し、関屋晋から「とにかく歌いやすいもの、やさしいものを書かなくっちゃ」と勧められたことを機に『風に鳴る笛』を作曲した。「作曲にあたっては、伸びやかな旋律線と、軽やかなリズムが、美しいハーモニーに支えられる、親しみやすい作品になるよう心がけました。また、大宇宙と無意識世界の神秘が香り高く融け合う姿を、作品の中で描き出したいとも思いました。」
譜面を見た関屋は「やっと業界のことがわかってきたね」と言ったとされる。当時の合唱界は、1991年（平成3年）の全日本合唱コンクール中学校部門の新設を控え、若い世代向けの新しい合唱曲が急がれていた。『風に鳴る笛』はこの流れにうまく乗ることができ、特に終曲『未来』はコンクール自由曲等で中学生・高校生に多く歌われることとなった。関屋晋の後を引き継ぎ、同曲を大東文化大学混声合唱団の演奏会での再演で指揮した清水敬一は「簡単だといっても、歌いがいがすごくある曲ですよね。音のつくりのシンプルさと、中身の濃さとは別の問題で、みどり先生がお書きになるものには、いつも強い意志が感じられるそれを中高生がのびのび歌っている」と評している。またこの曲の成功により、高嶋の初期作品が再度注目されるようになり、高嶋自身も『かみさまへのてがみ』（訳詩・谷川俊太郎、1982年）を混声三部版に編曲する等、高嶋の名を合唱界に広く知らしめる契機となった。なお男声版は北海学園大学グリークラブの委嘱による。1994年2月26日　指揮:大畑耕一　ピアノ:近江宏
組曲のタイトルは、「奏楽」の中の「我等また/風に鳴る笛/野に立って/息を待つ」という一節からとられている。

## 曲目
全5楽章からなる。
1. 奏楽
「笛の音に託す思い」[2]
2. 息
「自然との戯れと夢幻的な世界との交錯」[2]
3. 地球があんまり荒れる日には
「火星との交信」[2]
4. 道の夢
「世界平和への願い」[2]。
5. 未来
「未来への明るい希望」[2]。男声版は平成3年度全日本合唱コンクール課題曲として男声版の組曲初演よりも先に世に出た。また本曲のみ、混声三部版、女声三部版もある。

## 楽譜
混声版は音楽之友社から出版されている。男声版は未出版。